# 2e étape du Tour d'Espagne 2007
La 2e étape du Tour d'Espagne 2007 a eu lieu le 2 septembre. Le parcours de 150 kilomètres relie Allariz à Saint-Jacques-de-Compostelle.

## Récit
Les équipes espagnoles invitées ont animé cette étape, qui offrait pour seule difficulté l'ascension de l'Alto de Paraño (3e catégorie).
Les Espagnols Gustavo Domínguez, Raúl García de Mateos, et Manuel Vázquez Hueso s'échappent en début d'étape, puis sont rejoints à 15 km de l'arrivée par Ángel Gómez.
Emmené par les équipes de sprinters, le peloton revient et, malgré une dernière tentative de Francisco José Martínez, Gustavo César, puis Philippe Gilbert l'étape est disputée au sprint. Une chute massive intervenue à 2 km de l'arrivée ampute le peloton de nombreux coureurs, sans causer de blessure notable.
Óscar Freire devance Paolo Bettini et Leonardo Duque sur la ligne d'arrivée. Il s'agit de la quatrième victoire d'étape de l'Espagnol sur une Vuelta, qui lui permet de prendre pour la première fois le maillot de leader du classement général sur un grand tour.

## Classement de l'étape
| \| 1. \| Óscar Freire \| \| en \| 3 h 31 min 03 s \| \| 2. \| Paolo Bettini \| \| + \| 0 s \| \| 3. \| Leonardo Duque \| \| \| \| \| 4. \| Erik Zabel \| \| \| \| \| 5. \| Davide Rebellin \| \| \| \| \| 6. \| Rene Mandri \| \| \| \| \| 7. \| Aurélien Clerc \| \| \| \| \| 8. \| Luis León Sánchez \| \| \| \| \| 9. \| Renaud Dion \| \| \| \| \| 10. \| Lorenzo Bernucci \| \| \| \| |                   |  |    |                 |
| 1. | Óscar Freire      |  | en | 3 h 31 min 03 s |
| 2. | Paolo Bettini     |  | +  | 0 s             |
| 3. | Leonardo Duque    |  |    |                 |
| 4. | Erik Zabel        |  |    |                 |
| 5. | Davide Rebellin   |  |    |                 |
| 6. | Rene Mandri       |  |    |                 |
| 7. | Aurélien Clerc    |  |    |                 |
| 8. | Luis León Sánchez |  |    |                 |
| 9. | Renaud Dion       |  |    |                 |
| 10. | Lorenzo Bernucci  |  |    |                 |

## Classement général
| \| 1. \| Óscar Freire \| \| en \| 7 h 14 min 12 s \| \| 2. \| Erik Zabel \| \| + \| 0 s \| \| 3. \| Leonardo Duque \| \| \| \| \| 4. \| Aurélien Clerc \| \| \| \| \| 5. \| Alessandro Petacchi \| \| \| \| \| 6. \| Alan Pérez Lezaun \| \| \| \| \| 7. \| Patrick Calcagni \| \| \| \| \| 8. \| André Greipel \| \| \| \| \| 9. \| Angelo Furlan \| \| \| \| \| 10. \| Ezequiel Mosquera Miguez \| \| \| \| |                          |  |    |                 |
| 1. | Óscar Freire             |  | en | 7 h 14 min 12 s |
| 2. | Erik Zabel               |  | +  | 0 s             |
| 3. | Leonardo Duque           |  |    |                 |
| 4. | Aurélien Clerc           |  |    |                 |
| 5. | Alessandro Petacchi      |  |    |                 |
| 6. | Alan Pérez Lezaun        |  |    |                 |
| 7. | Patrick Calcagni         |  |    |                 |
| 8. | André Greipel            |  |    |                 |
| 9. | Angelo Furlan            |  |    |                 |
| 10. | Ezequiel Mosquera Miguez |  |    |                 |

## Classements annexes
| Classement | Coureur              | Total            |
| ---------- | -------------------- | ---------------- |
| points     | Óscar Freire         | 45 pts           |
| montagne   | Serafín Martínez     | 13 pts           |
| combiné    | Manuel Vázquez Hueso | 139 pts          |
| équipe     | Bouygues Telecom     | 21 h 42 min 36 s |